# The Old Masters Box Three
The Old Masters Box Three treći je i posljednji iz serije box-setova od američkog glazbenika Franka Zappe, koji izlazi u prosincu 1987.g. Ovaj set sadrži Zappine albume Waka/Jawaka, The Grand Wazoo, Over-Nite Sensation, Apostrophe ('), Roxy & Elsewhere, One Size Fits All, Bongo Fury i Zoot Allures. Ovaj se set razlikuje od prijašnjih zato što ne sadrži "Mystery Disc" kao bonus dodatak.

## Vanjske poveznice
- Informacije o setu